# Амерештій-де-Сус
Амерештій-де-Сус (рум. Amărăștii de Sus) — село у повіті Долж в Румунії. Входить до складу комуни Амерештій-де-Сус.
Село розташоване на відстані 162 км на захід від Бухареста, 47 км на південний схід від Крайови.

## Населення
За даними перепису населення 2002 року у селі проживали 1203 особи.
Національний склад населення села:
| Національність | Кількість осіб | Відсоток |
| -------------- | -------------- | -------- |
| румуни         | 1108           | 92,1%    |
| цигани         | 95             | 7,9%     |

Рідною мовою назвали:
| Мова      | Кількість осіб | Відсоток |
| --------- | -------------- | -------- |
| румунська | 1198           | 99,6%    |
| циганська | 5              | 0,4%     |